# Igarapé do Meio
Igarapé do Meio is een gemeente in de Braziliaanse deelstaat Maranhão. De gemeente telt 12.291 inwoners (schatting 2009).
De gemeente grenst aan Santa Inês, Pindaré-Mirim en Monção.